# Balasagun
Balasagun (Balassagun, Balasaghun, Karabalsagun; 八剌沙衮 = bālàshāgǔn, persa: بلاساغون) fou una antiga ciutat de Sogdiana (modern Kirguizstan) a la vora del riu Chui entre Bixkek i el llac Issik Kul.
Balasagun fou fundada pels sogdians (poble iranià) i a la ciutat es va parlar la llengua fins al segle xi, però fou substituïda pel turc.
Fou fundada pels karakhànides el segle ix i va suplantar a Suyab com a principal centre polític i econòmic de la vall del Chui. El poeta Yusuf Has Hajib, autor del Kutadgu Bilig, se suposa natural de la ciutat al segle xi. El kan karakhànida de Balasagun, Toghan Khan, germà d'Alitegin, fou expulsat del territori vers el 1025 o 1026 pel kan sobirà karakhànida de Kaixgar.
Fou conquerida pels kara Khitai vers el 1130 i va esdevenir la capital del kanat; els kara khitay foren derrotats pel xa de Coràsmia (agost/setembre del 1210) a la vora del riu Talas; la ciutat va tancar la porta al seu kan, però com que el xa no es va acostar a la zona la ciutat fou reconquerida (després de 16 dies de setge) i saquejada durant tres dies, i els habitants massacrats.
El kanat fou ocupat pels mongols de Genguis Kan el 1218. Els mongols la van anomenar Gobalik ("Ciutat bonica"). Una altra ciutat a Mongòlia, de nom Kara Balgasun (moderna Ordu-Baliq), fou la capital del Kanat Uigur, però es tracta d'una ciutat diferent.
Després de la conquesta mongola la seva prosperitat va declinar. Passat el 1300 encara tenia una certa quantitat de residents cristians nestorians. Al segle xiv fou pràcticament abandonada i des de llavors només és un llogaret amb ruïnes a 12 km al sud-est de Tokmok.
La zona de Burana, a uns 6 km del modern llogaret de Balasagun, era la part occidental de la ciutat. Inclou la Torre Burana (un minaret del segle xi de 24 metres d'alt però antigament de 46 metres) i un camp de pedres petroglífiques, el Bal-bals.